# Tylodoridae
Tylodoridae är en familj av rundmaskar. Tylodoridae ingår i ordningen Tylenchida, klassen Adenophorea, fylumet rundmaskar och riket djur.
Familjen innehåller bara släktet Cephalenchus.